# کرسی کلمونس
کرسی نیکول کلمونس (به انگلیسی: Kiersey Nicole Clemons) (زادهٔ ۱۷ دسامبر ۱۹۹۳) یک هنرپیشه و خواننده اهل ایالات متحده آمریکا است. او بیشتر برای ایفای نقش کاساندرا اندروز در فیلم کمدی-درام دوپ (۲۰۱۵) شناخته شده‌است. از دیگر فیلم‌ها یا برنامه‌های تلویزیونی که وی در آن نقش داشته‌است می‌توان به دارای هستی، همسایه‌ها ۲: انجمن خواهری برمی‌خیزد، مرگ‌بازان، تنها پسر زنده در نیویورک، آستین و آلی و ایفای نقش شخصیت آیریس وست آلن در لیگ عدالت اشاره کرد.